# مجتمع ارتباطات فضای دور کانبرا

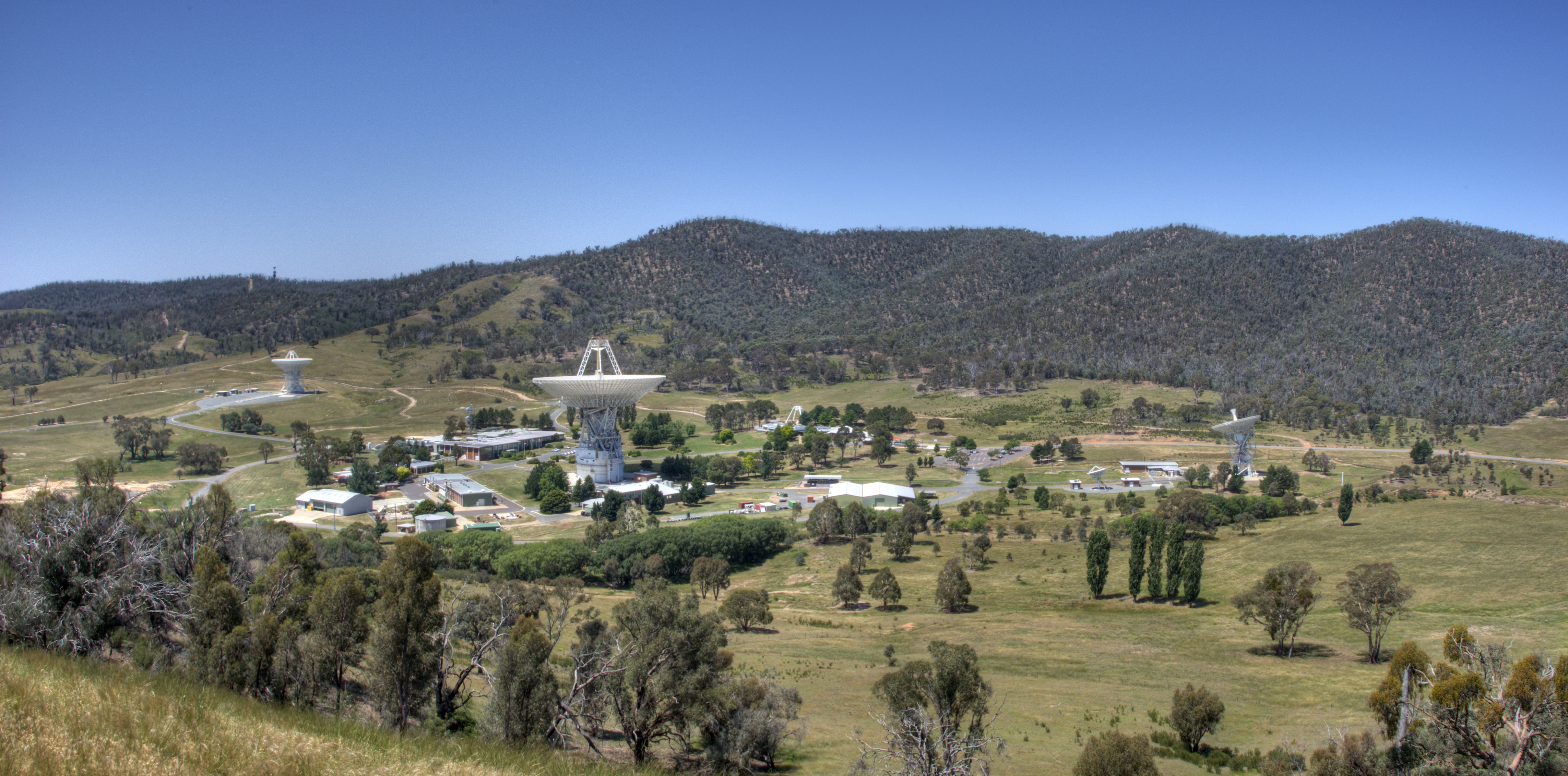
سایت مجتمع ارتباطات اعماق فضای کانبرا

مجتمع ارتباطات اعماق فضای کانبرا (به انگلیسی: Canberra Deep Space Communication Complex:CDSCC) یا ایستگاه ردیابی تیدبین‌بیلا (به انگلیسی: Tidbinbilla Tracking Station) در ۱۹ مارس ۱۹۵۶ افتتاح شد. این مجتمع بخشی شبکهٔ اعماق فضای ناسا است. امکانات این مجتمع مشابه با مجتمع‌های مادرید و گلداستون است.
این ایستگاه که در سال ۱۹۶۵ افتتاح شد، در ابتدا برای ردیابی «ماژول قمری آپولو» به کار می‌رفت و اکنون همراه با دو ایستگاه خواهر در گلدستون، کالیفرنیا و مادرید، اسپانیا، وظیفه ردیابی و برقراری ارتباط با فضاپیماهای ناسا، به‌ویژه مأموریت‌های سیاره‌ای را بر عهده دارد. آنتن DSS-43 این مجتمع تنها آنتن روی زمین است که توانایی ارسال فرمان به «ویجر ۱» و «ویجر ۲» را دارد. مدیریت این مرکز در استرالیا توسط سازمان پژوهش‌های علمی و صنعتی کشورهای مشترک‌المنافع (CSIRO) و برای برنامه ارتباطات و ناوبری فضایی ناسا (SCaN) در مقر ناسا در واشینگتن دی‌سی انجام می‌شود.

## موقعیت
```
این مجتمع در دره رودخانه پدیز (شاخه‌ای از رودخانه کوتر) واقع شده و حدود ۲۰ کیلومتر با شهر کانبرا فاصله دارد. مجتمع بخشی از شبکه فضای عمیق ناسا به سرپرستی آزمایشگاه پیشرانش جت (JPL) است. این ایستگاه معمولاً به نام ایستگاه ردیابی فضای عمیق تیدبینبیلا شناخته می‌شود و در ۱۹ مارس ۱۹۶۵ به‌طور رسمی توسط نخست‌وزیر وقت استرالیا، «رابرت منزیس»، افتتاح شد.
```

این ایستگاه از شهر کانبرا توسط رودخانه ماری‌بیجی و از نظر تداخل امواج رادیویی (RF)، توسط کوهستان کولامون، تپه‌های اورامبی و رشته‌کوه بولن جدا شده است که نقش حفاظی در برابر نویز رادیویی شهری دارند. در نزدیکی این ایستگاه، منطقه حفاظت‌شده طبیعی تیدبینبیلا قرار دارد.

## مدیریت
```
بیشتر فعالیت‌های ناسا در استرالیا توسط سازمان CSIRO مدیریت می‌شود.
```

در فوریه سال ۲۰۱۰، مدیریت مستقیم سایت توسط CSIRO و از طریق بخش «نجوم و علوم فضایی CSIRO» (CASS) بر عهده گرفته شد.
پیش از آن، مدیریت CDSCC توسط پیمانکاران بیرونی انجام می‌شد، از جمله شرکت Raytheon Australia در فاصله سال‌های ۲۰۰۳ تا ۲۰۱۰؛
شرکت BAE Systems Australia بین سال‌های ۱۹۹۰ تا ۲۰۰۳؛ و شرکت AWA Electronic Services پیش از آن

## تاریخچه
در میانه دهه ۱۹۶۰، ناسا سه ایستگاه ردیابی در قلمرو پایتختی استرالیا ساخت.
ایستگاه ردیابی تیدبینبیلا (که اکنون به نام CDSCC شناخته می‌شود) در سال ۱۹۶۵ افتتاح شد و تنها ایستگاه فعال ناسا در استرالیاست که همچنان عملیاتی باقی مانده است. در دوران برنامه آپولو، این ایستگاه برای ردیابی ماژول قمری آپولو به کار می‌رفت.
ایستگاه ردیابی دره اورورال (با مختصات 35°37′43″S 148°57′20.8″E) در ماه مه ۱۹۶۵ افتتاح شد و امروزه بخشی از پارک ملی نامادگی به‌شمار می‌رود. این ایستگاه بیشتر برای پشتیبانی از ماهواره‌های مدار زمین ساخته شده بود، اما در پروژه آزمایشی آپولو-سایوز در سال ۱۹۷۵ نیز مشارکت داشت. این ایستگاه در سال ۱۹۸۵ تعطیل شد.
ایستگاه ردیابی هانی‌ساکل کریک (با مختصات 35°35′1″S 148°58′36″E) در سال ۱۹۶۷ با هدف اصلی پشتیبانی از مأموریت‌های ماه ناسا، به‌ویژه ارتباطات با ماژول فرماندهی آپولو ساخته شد. پس از لغو پروژه آپولو، این ایستگاه تا زمان ورود مجدد اسکای‌لب در سال ۱۹۷۹ به آن کمک کرد و سپس به شبکه فضای عمیق پیوست تا از پروژه‌های وایکینگ و ویجر پشتیبانی کند. این ایستگاه در سال ۱۹۸۱ تعطیل شد و آنتن ۲۶ متری آن به CDSCC منتقل شد و با عنوان «ایستگاه فضای عمیق ۴۶» شناخته می‌شود. پس از برداشتن آنتن، سایر بخش‌های ایستگاه تخریب شدند و اکنون تنها پی، جاده دسترسی و پارکینگ آن باقی مانده‌اند.